# シロバナトウウチソウ
シロバナトウウチソウ（白花唐打草、学名：Sanguisorba albiflora ）はバラ科ワレモコウ属の多年草。

## 特徴
多年草で全体にほとんど毛はない。地下の根茎は太い。根出葉は束生し、長い葉柄があり、その先に5-7対の小葉をもった奇数羽状複葉がつく。小葉には長さ5-20mmになる小葉柄があり、小葉は長さ2.5-5cmになる広卵形から楕円形で、葉軸にややまばらにつき、先端は円頭であるがしばしば少しへこむことがあり、基部は心形になり、縁に鋸歯があり、裏面は粉白色になる。茎は高さ30-70cmになり、茎につく葉は互生する。
花期は8-9月。穂状花序は茎先、分枝した枝先に1個ずつつく。花穂は円柱形で長さ3-6cmになり、直立するかやや下を向く。花穂には花を密につけ、花穂の上部から基部にかけて開花していく。花に花弁はなく、花弁状の萼裂片が4個ある。花は白色で、ときに紅色を帯びる。雄蕊は4個あり、長さ6-8mm、萼裂片の長さの2-3倍になり、花外に突き出る。花糸の上部は扁平になり幅が広く、葯は黄褐色または紅紫色になり、花後には脱落する。子房は下位で萼筒に包まれ、1個の胚珠があり、やや大きい柱頭はふさ状になる。果実は痩果で、やや革質になる。

## 分布と生育環境
日本固有種。本州の東北地方に分布し、高山帯の草地に生育する。

## ギャラリー
- 花は白色で、ときに紅色を帯びる。山形県鳥海山
- 葯は黄褐色。
秋田県鳥海山
- 岩手県早池峰山